# مونت باشي ستراد بينك 2009
مونت باشي ستراد بينك 2009 (بالإيطالية: Monte Paschi Strade Bianche 2009)‏ هو سباق دراجات هوائية، وهو الموسم رقم 3 من ستراد بينك، وأقيم في 7 مارس 2009 ضمن سباقات طواف أوروبا للدراجات 2008–09.
فاز  بالمركز الأول توماس لوفكفيست، وبالمركز الثاني فابيان فيجمان، وبالمركز الثالث مارتن إلميغر.

## الفائزون
| الترتيب | الفائز         |
| ------- | -------------- |
| الفائز  | توماس لوفكفيست |
| الثاني  | فابيان فيجمان  |
| الثالث  | مارتن إلميغر   |

## وصلات خارجية
- الموقع الرسمي